# Szélesszájú pöfeteg
A szélesszájú pöfeteg (Lycoperdon pratense) a csiperkefélék családjába tartozó, Európában és Észak-Amerikában honos, réteken, erdőszéleken élő, ehető gombafaj. 

## Megjelenése
A szélesszájú pöfeteg termőteste 1,5-6 cm széles, lapított körte alakú, az alján kis tönkrésszel. Külső burka (exoperídium) korpás-szemcsés, a belső burok (endoperídium) sima. Színe eleinte fehéres, később megbarnul, a szemcsék lekopnak róla. Idősen a csúcsán kis nyílás keletkezik, ami aztán erősen kitágul, szinte a termőtest egész felső része megnyílik. 
Húsa (gleba) fiatalon fehér, később a spórák érésével sárgásolív, majd barna, porszerű lesz. A meddő tönkrészben sokáig fehér marad, a termő és meddő részt jól látható hártya választja el egymástól.
Spórapora sötétbarna. Spórája kerek, felszíne finoman szemölcsös, mérete 3 - 5,5 µm.  

### Hasonló fajok
Külsőre hasonlít hozzá a bimbós pöfeteg, a körtepöfeteg vagy a cafatos pöfeteg, de a spóratermő és a steril részét elválasztó hártya alapján jól felismerhető. 

## Elterjedése és termőhelye
Európában és Észak-Amerikában honos. Magyarországon nem gyakori.
Réteken, gyepekben, erdőszélen, parkokban található meg. Júliustól októberig terem. 

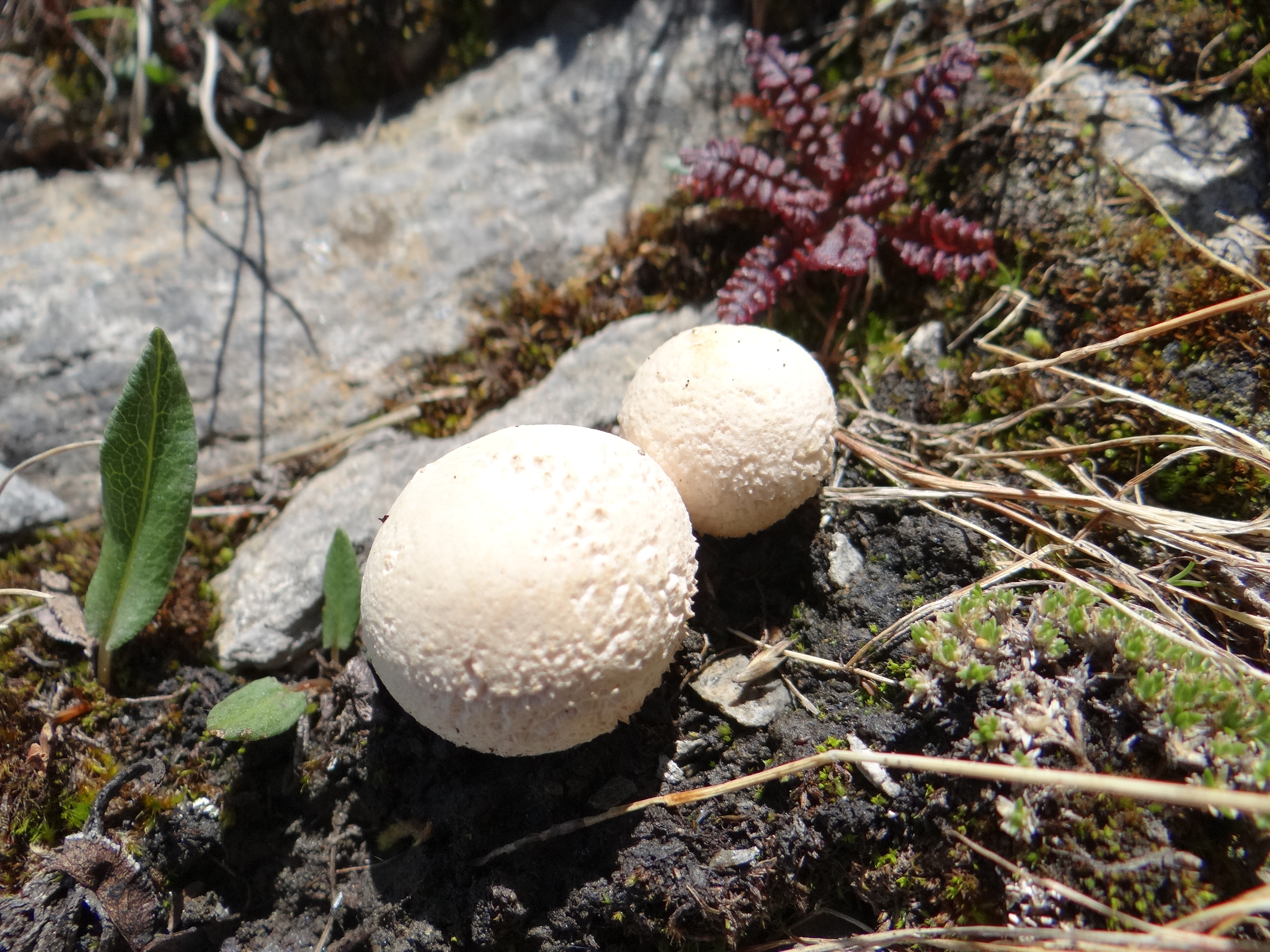
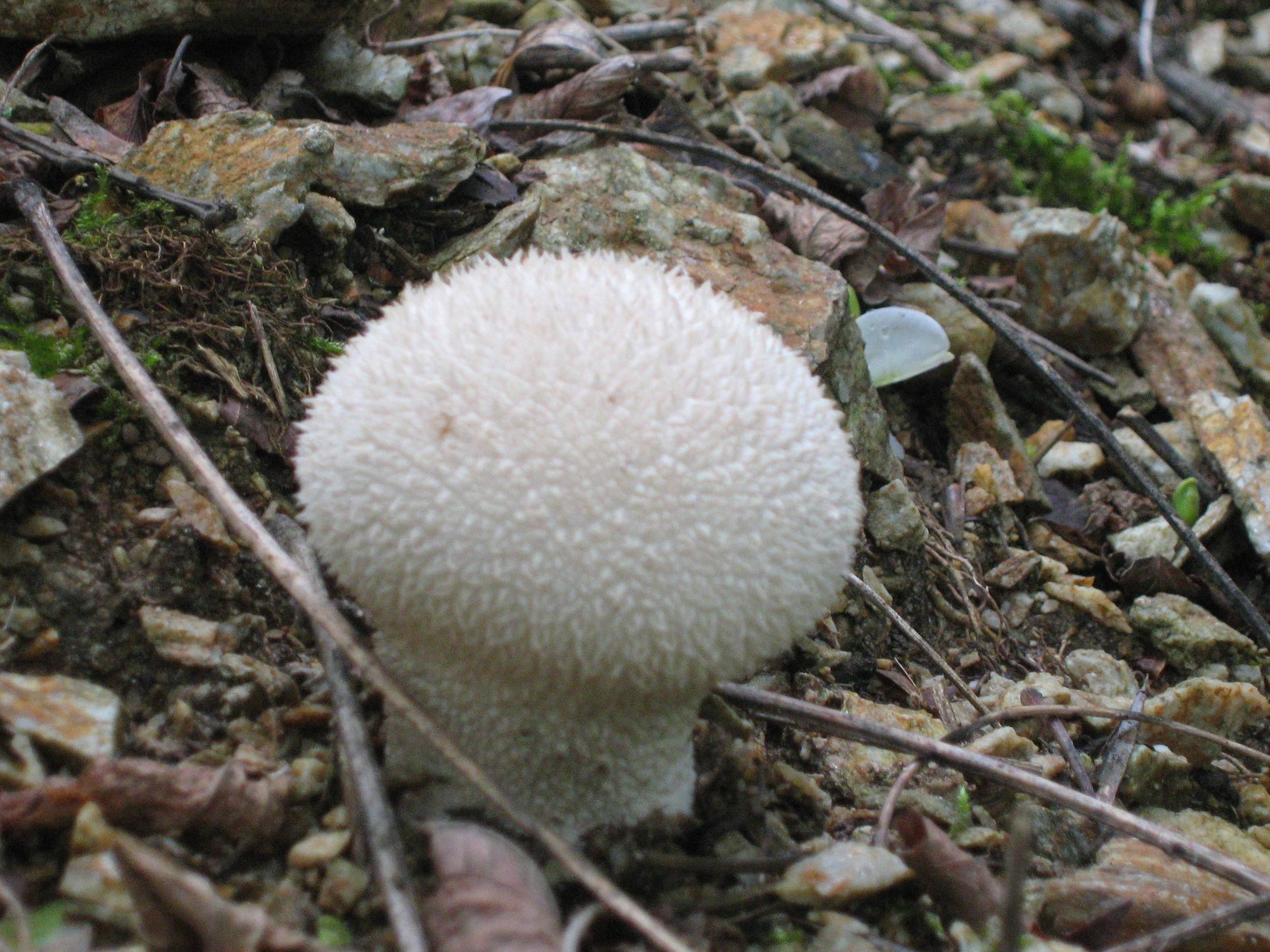
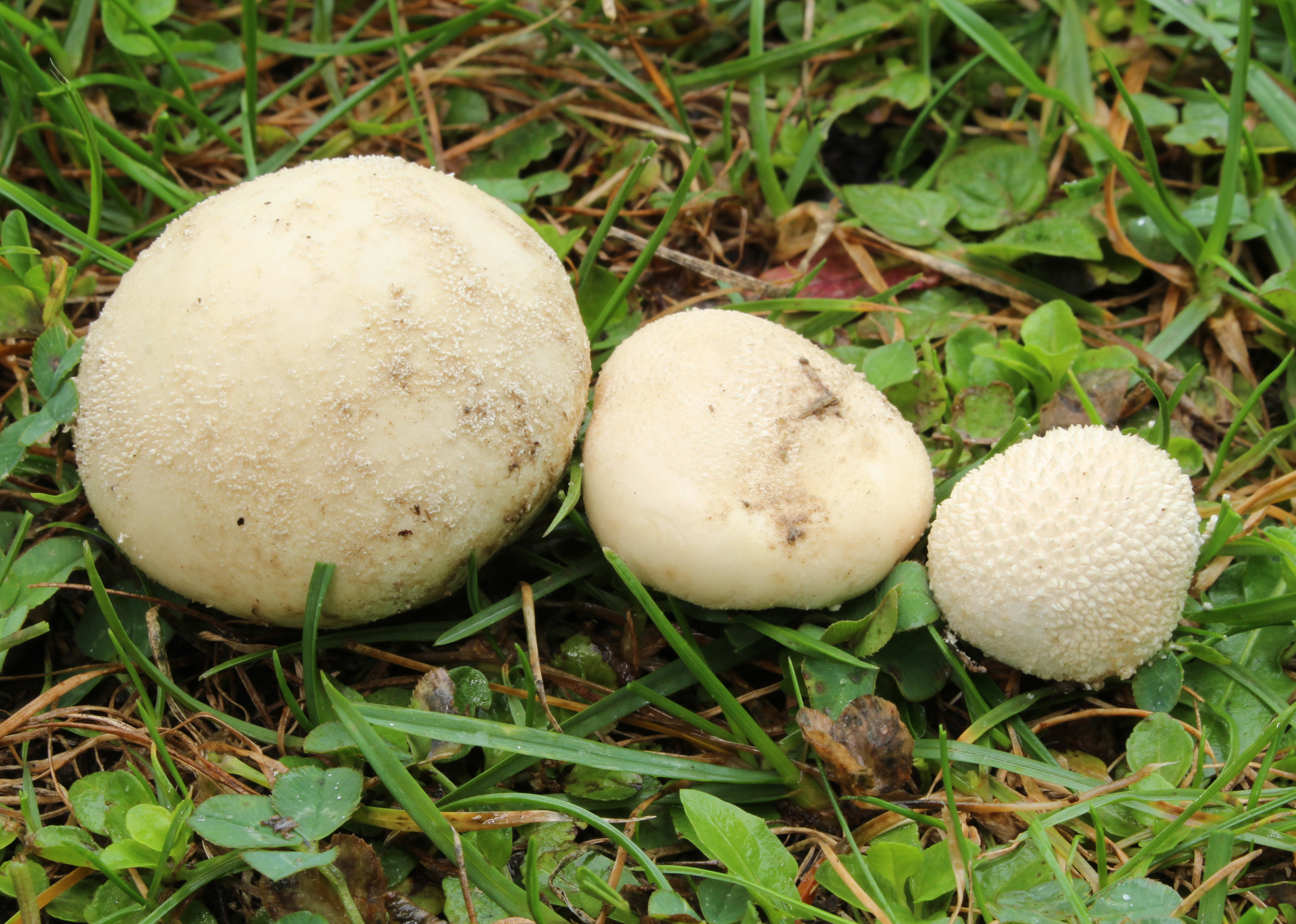
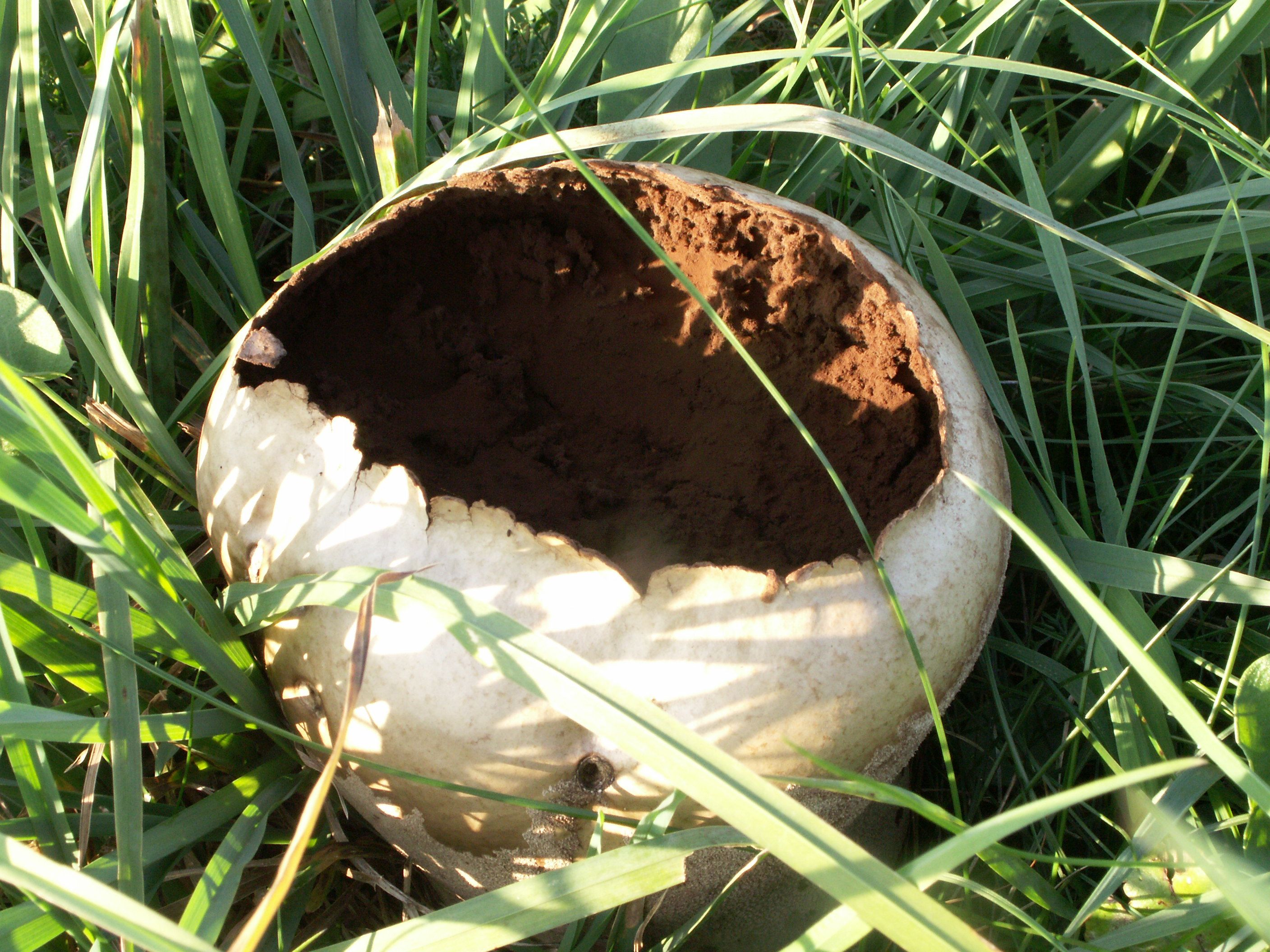
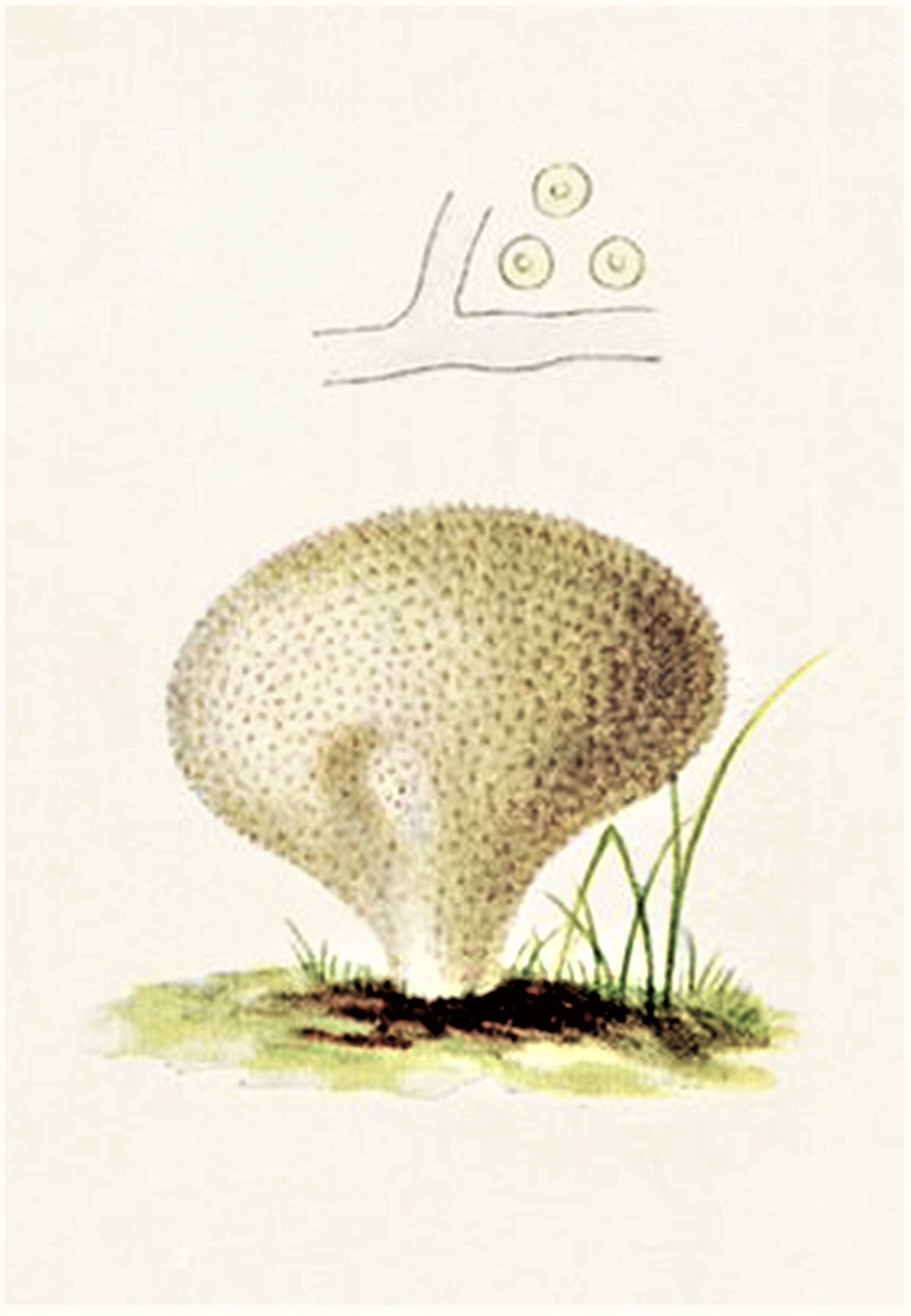

Fiatalon ehető.